# Naryškinové
Naryškinové (rusky Нарышкины) je starý ruský šlechtický rod moskevských bojarů, krymskotatarského původu.

## Původ rodu
Podle rodové tradice sahají kořeny rodu Naryškinů k moskevské bojarské rodině tatarského původu. Podle soupisu šlechtických rodů v Rusku se rodina roku 1465 přistěhovala z Krymskotatarského chanátu a své jméno měla po předkovi Naryškovi. Původ rodu sahá k jistému Mordku Kurbatu Naryškovi, krymskému Tatarovi, který v 15. století přesídlil do Moskvy.
Jiné zdroje coby o praotci rodu hovoří o karaitském strážci litevského velkovévody Vytautase, který během své vlády do Litvy pozval několik stovek karaitských rodin z Krymu, kterým v roce 1388 v Troki udělil výnos označovaný jako Judaei Trocenses, němž jim zaručuje vlastní právní status (náboženskou svobodu, svobodu pracovat, vlastní právní systém). V roce 1391 jako doprovod Žofie, dcery litevského knížete, na cestě do Moskvy, kde se provdala za moskevského velkovévodu Vasilije I., přišel jistý Mordechaj Kubrat zvaný Naryšin, předek rodu, který se zde usadil.
V roce 1670 se bojar Kirill Polijektovič Naryškin podílel na porážce povstání donských kozáků v čele s atamanem Stěpanem Razinem. V roce 1671 se rod Naryšinových spojil s panovnickou dynastií, když dcera Kirilla Naryškina Natálie svou krásou okouzlila cara Alexeje Michaljoviče, kterou poté pojal za manželku. Ta se tak stala ruskou carevnou (1671–1676) a matkou budoucího největšího ruského cara Petra I. Velikého. Její bratr Ivan Kirillovič byl nařčen z vraždy malého careviče Ivana a během povstání střelců v roce 1682 byl popraven. 
Za panování carevny Žofie Alexejevny byla rodina Naryškinů pronásledována, ale po jejím pádu a po nástupu Petra I. na trůn se rod opět dostal na mocenské výsluní a hrál významnou roli v ruském politickém životě. Vlády v zemi se v roce 1689 ujali Lev Kirillovič Naryškin a Boris Alexejevič Golicyn. Jako nejdůležitější poradce svého mladého synovce Petra I., který z matčiny strany pocházel z rodu Naryškinů, stál v čele armády, stal se prvním ministrem a vedl vyslanectví.
Po bolševické revoluci v roce 1917 odešla rodina do exilu.

## Povstání strelců proti Naryškinům

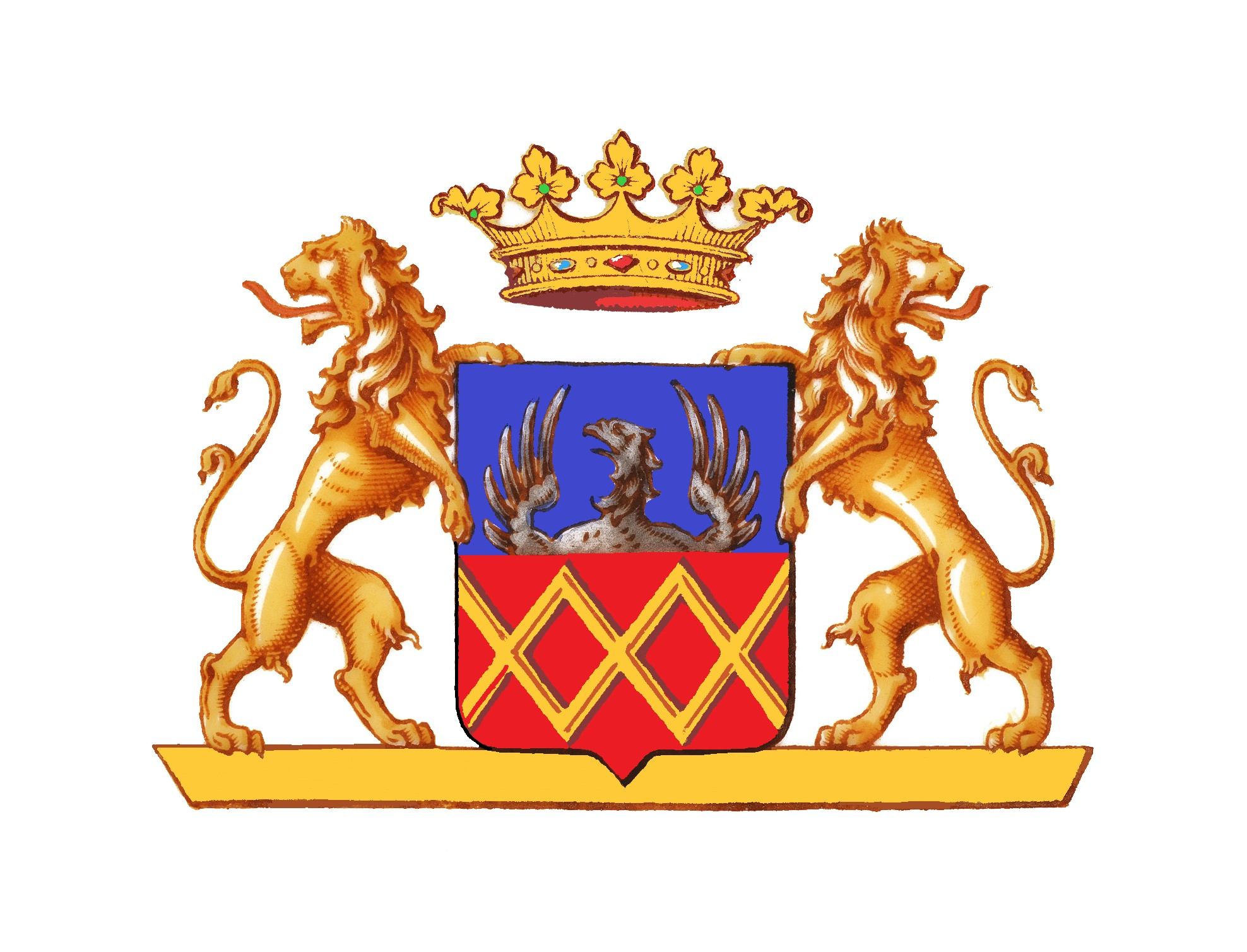
Varianta erbu bez helmy

V roce 1698 oddíl pluku strelců zorganizoval povstání proti rodině Natálie Naryškinové (příbuzným Petrovy matky, která převzala skutečnou moc). Jejich povstání bylo rozdrceno a car nechal pluk rozpustit. Stovky odbojných aktérů povstání byly deportovány nebo popraveny.

## Další významní členové rodu

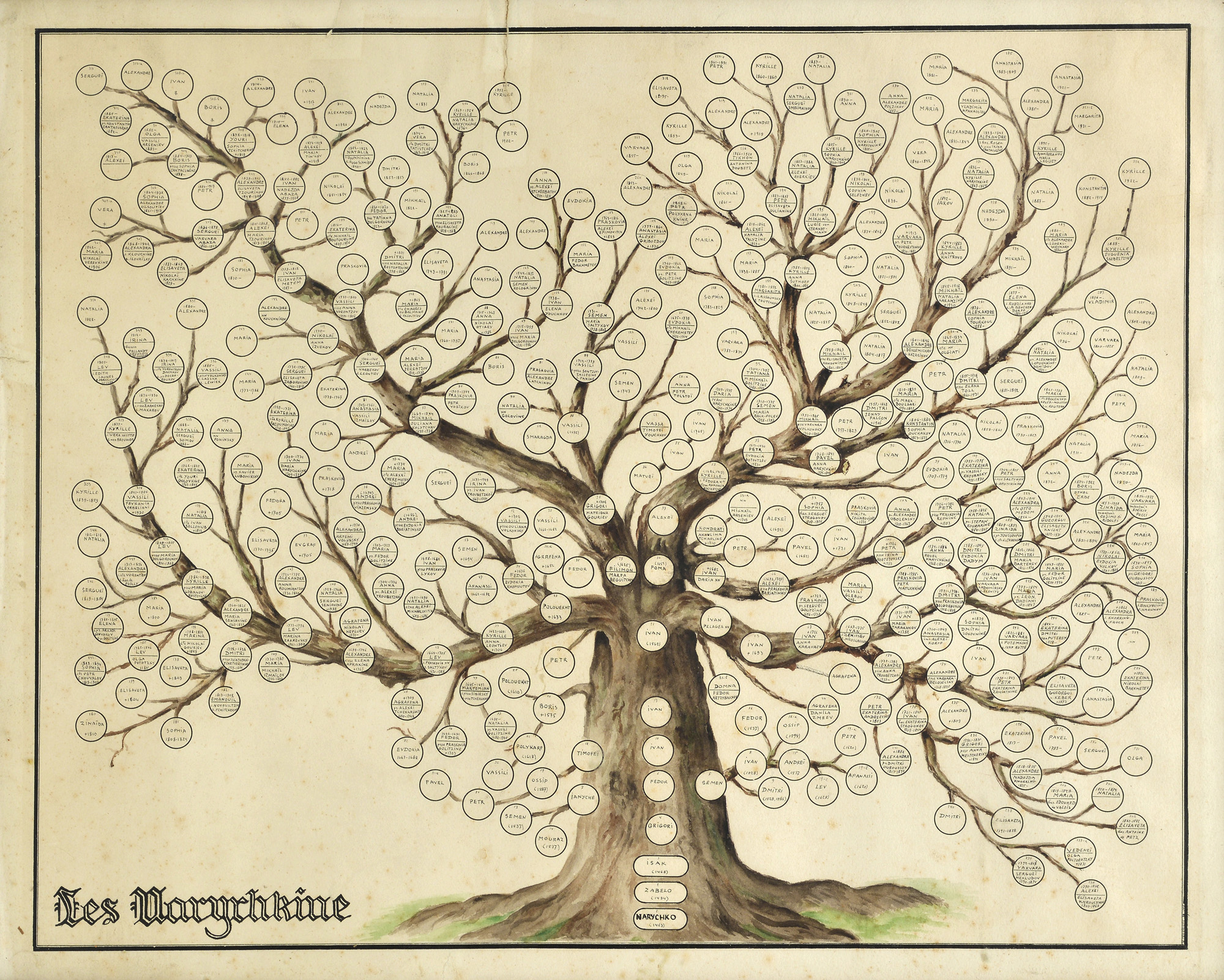
Rodokmen Naryškinů

- Natálie Kirillovna Naryškinová (1651–1694), ruská carevna manželka
- Ivan Kirillovič Naryškin (1658–1682), bratr carevny Natálie, stal se obětí povstání střelců
- Lev Kirillovič Naryškin (1664–1705), ruský diplomat a ministr zahraničních věcí
- Kirill Alexejevič Naryškin (1670–1723), velitel Pskova a Dorpatu 1704–1710, velitel Petrohradu 1710–1716, guvernér Moskvy 1716–1719
- Alexej Vasiljevič Naryškin (1742–1800), komorník z roku 1773, diplomat, učenec, přítel Denise Diderota (poskytl Diderotovi ubytování ve svém domě během jeho pobytu v Petrohradě, na náměstí sv. Izáka č. 8)
- Alexandr Lvovič Naryškin (1760–1826), přítel cara Pavla I., který ho nazýval svým „strýcem“; působil současně jako velký komorník, kancléř a velkomaršál šlechty; působil také dlouhou dobu jako šéf carských divadel a zval do Ruska špičkové umělce z Evropy, zejména z Francie.
- Marija Antonovna Naryškinová (1779–1854), rozená princezna Maria Svjatopolk-Četvertinskaja, milenka cara Alexandra I.
- Marina Ossipovna Naryškinová (1741–1800), ruská šlechtična a dvorní dáma
- Lev Alexandrovič Naryškin (1785–1846), ruský generálporučík, bojoval v napoleonských válkách
- Marija Jakovlevna Naryškinová (1789–1854), ruská šlechtična a dvorní dáma
- Zinaida Ivanovna Naryškinová, provdaná Jusupovová (1809–1893), dvorní dáma, iniciátorka architektonických úprav několika budov v Petrohradu
- Kirill Alexandrovič Naryškin, člen Státní rady (1834)
- Alexandr Alexejevič Naryškin (1839–1916), člen Státní rady (1906)

## Galerie

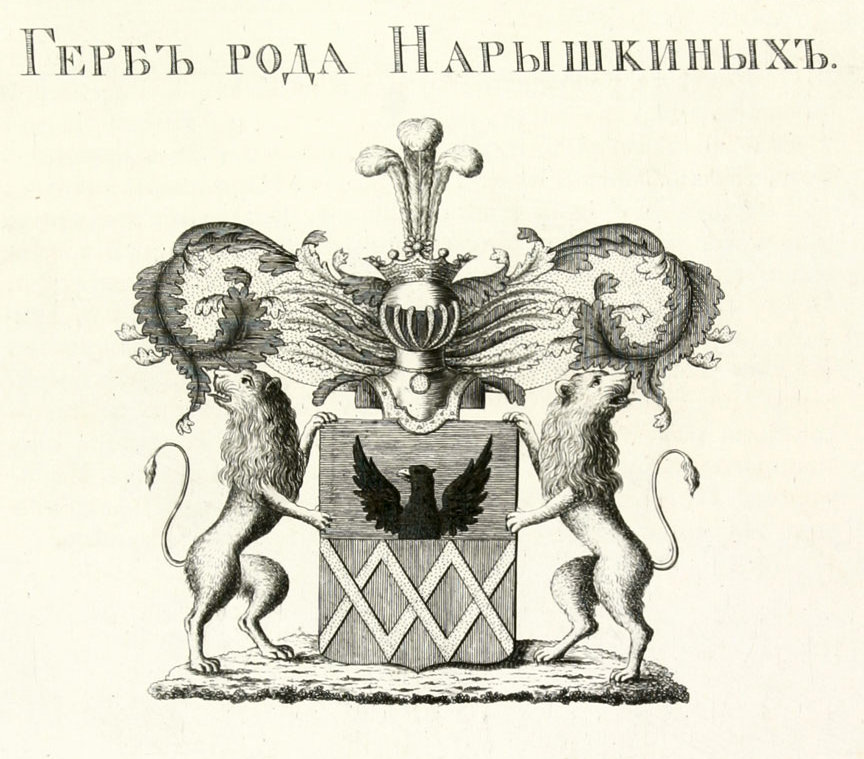
Rodový erb
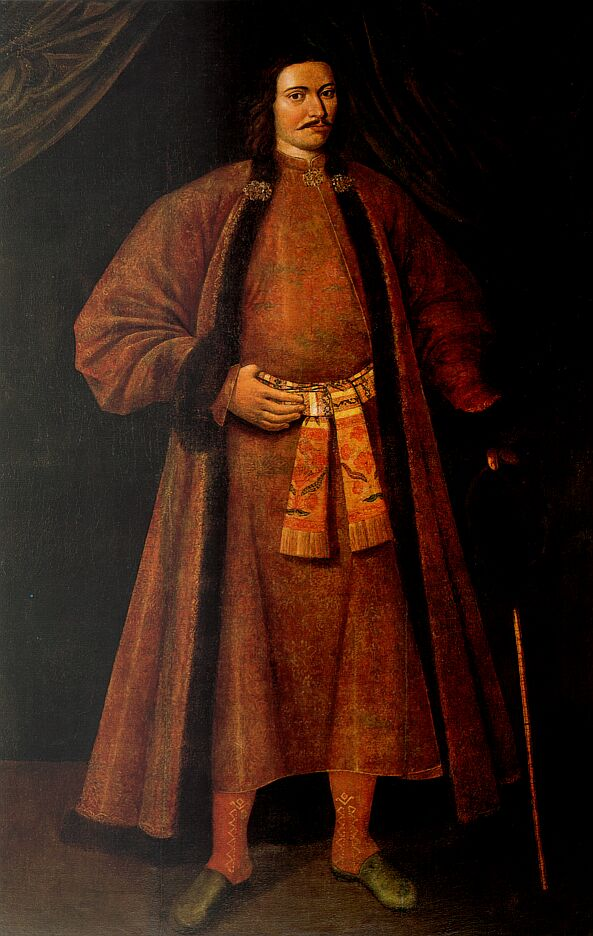
Lev Kirillovič Naryškin
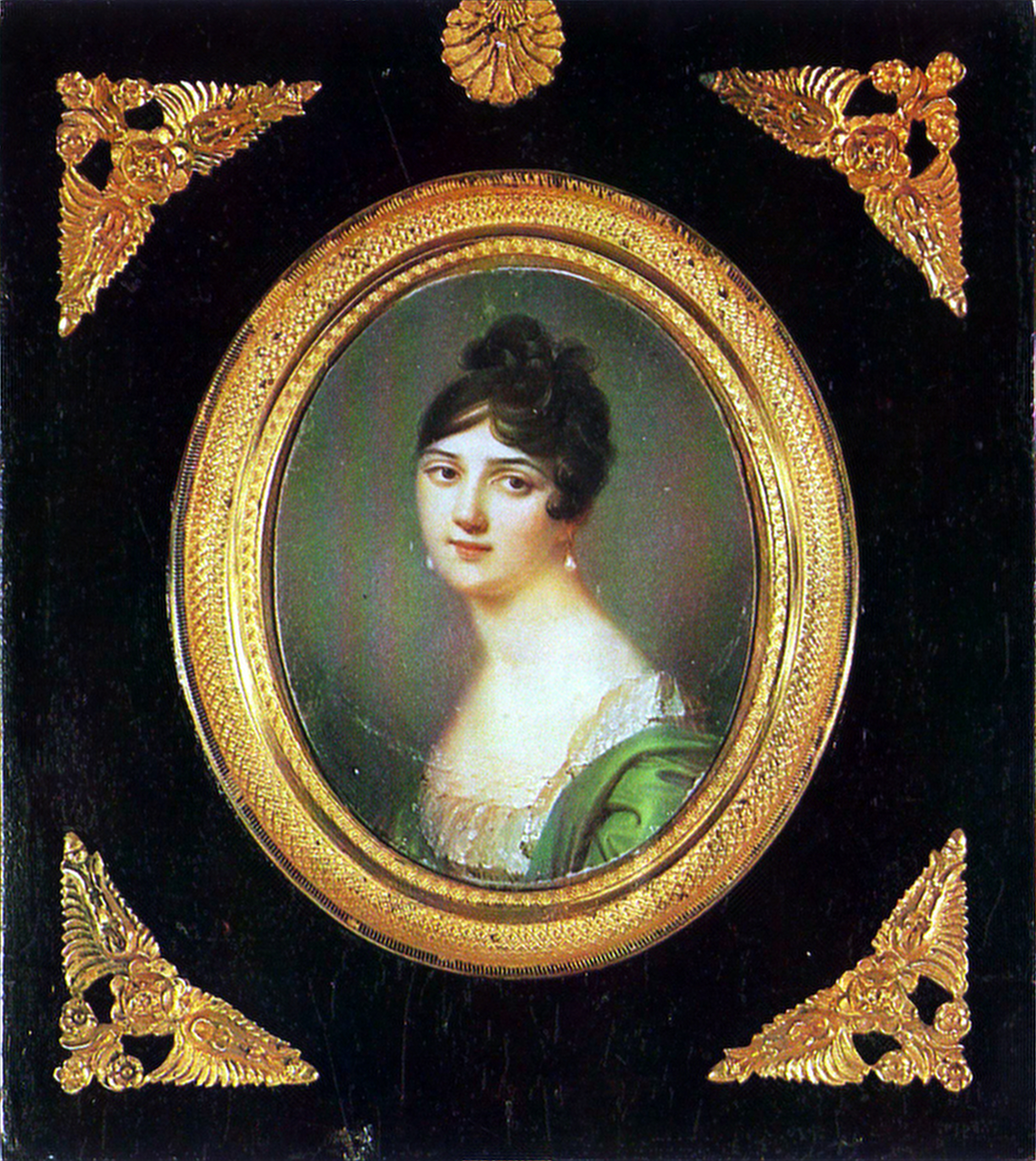
Marija Naryškinová, milenka Alexandra I., medailon od Domenica Bossiho
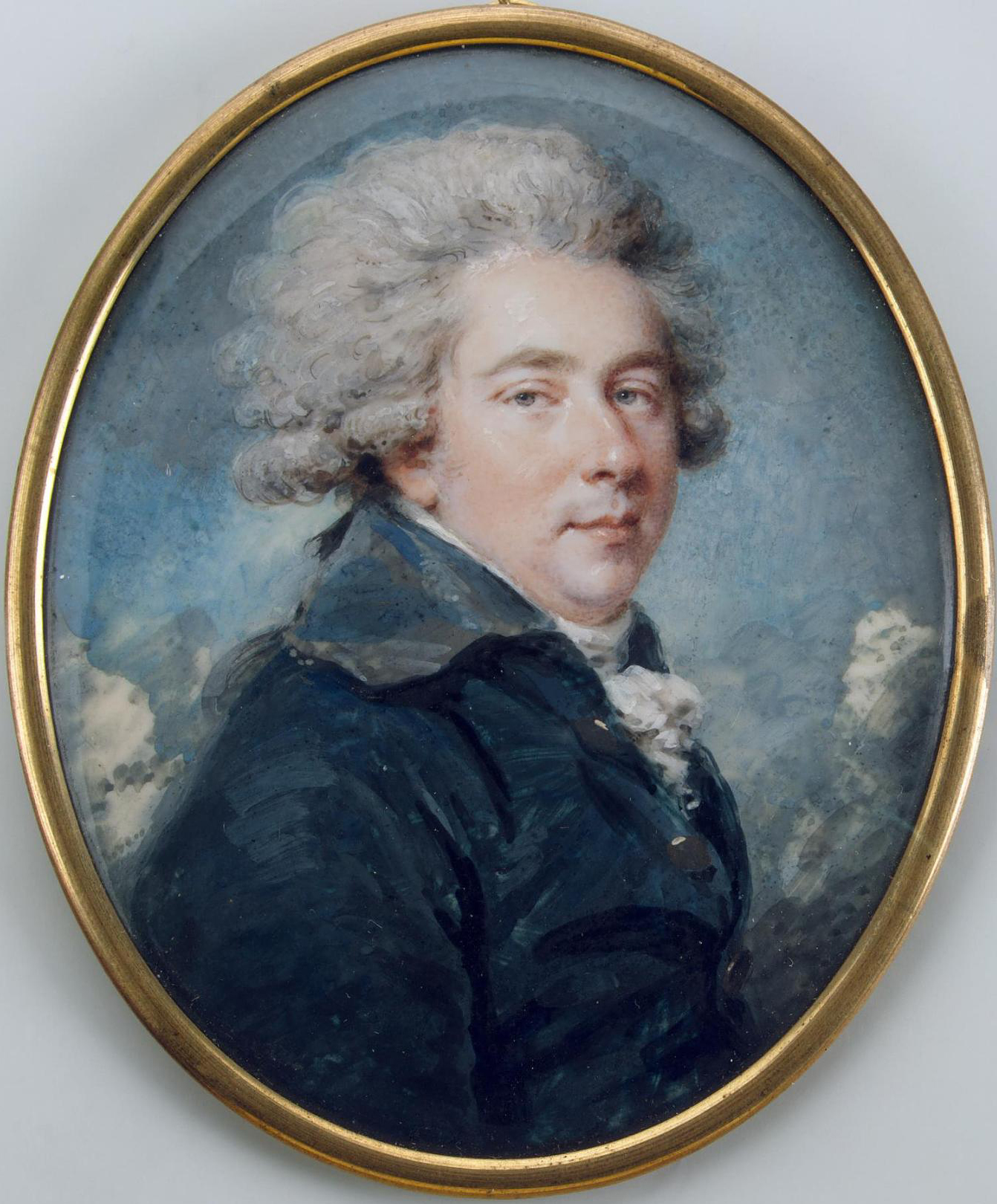
Alexandr Lvovič Naryškin od Augustina-Christiana Ritta
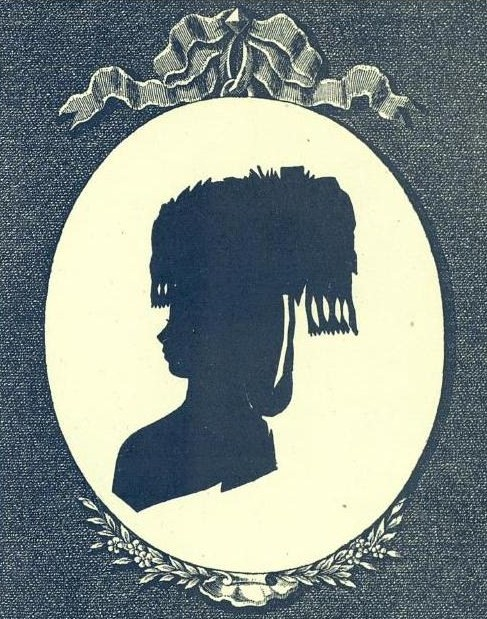
Silueta Marie Lvovny Naryškinové
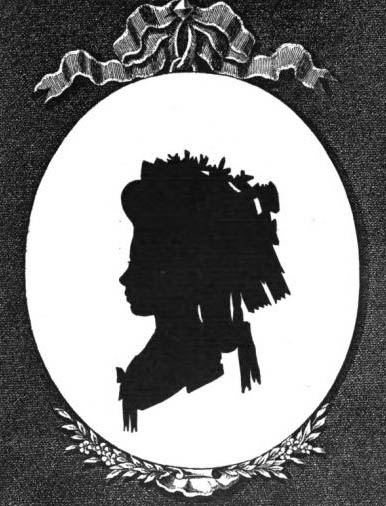
Silueta Anny Lvovny Naryškinové
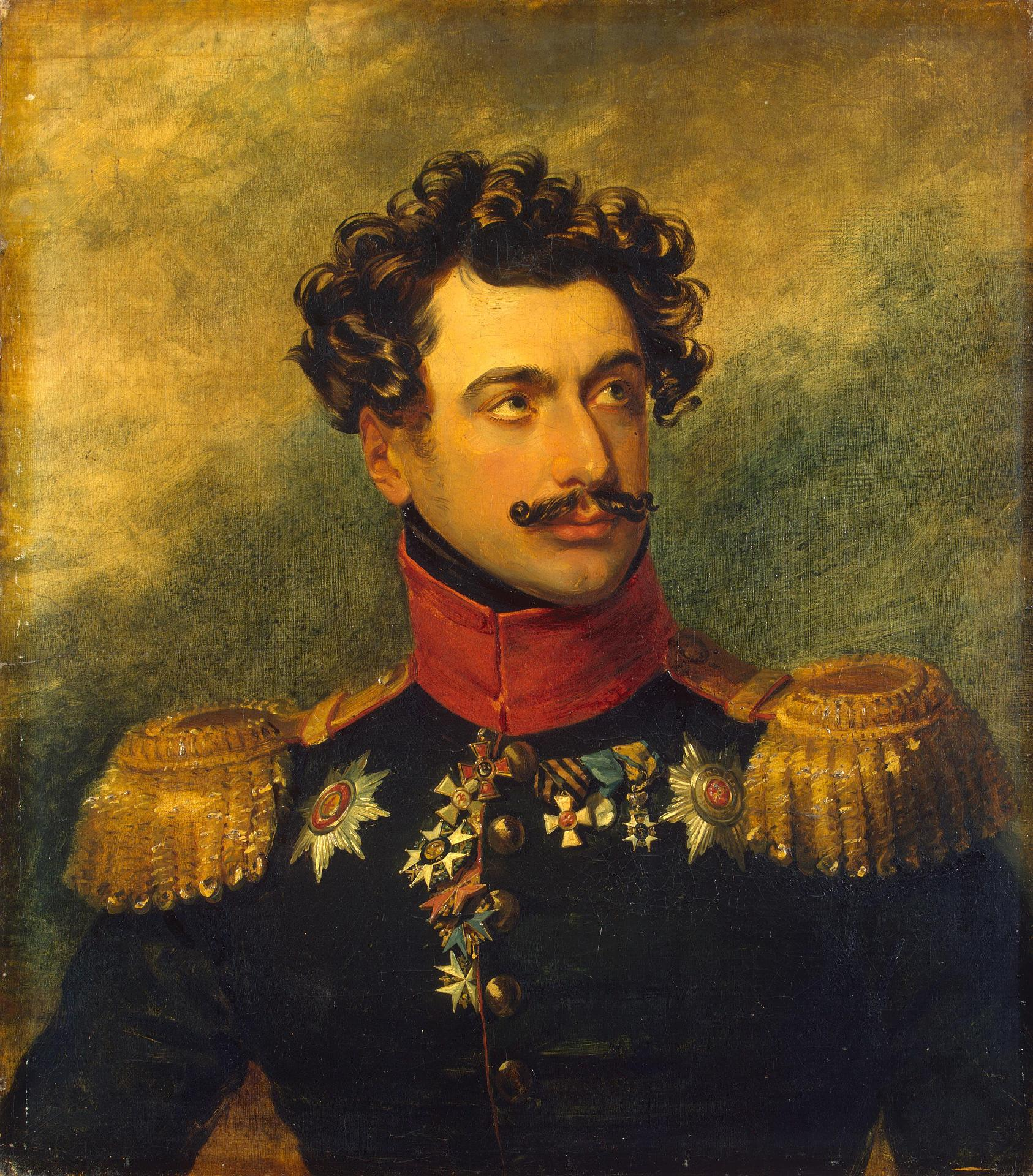
Lev Alexandrovič Naryškin od George Dawea
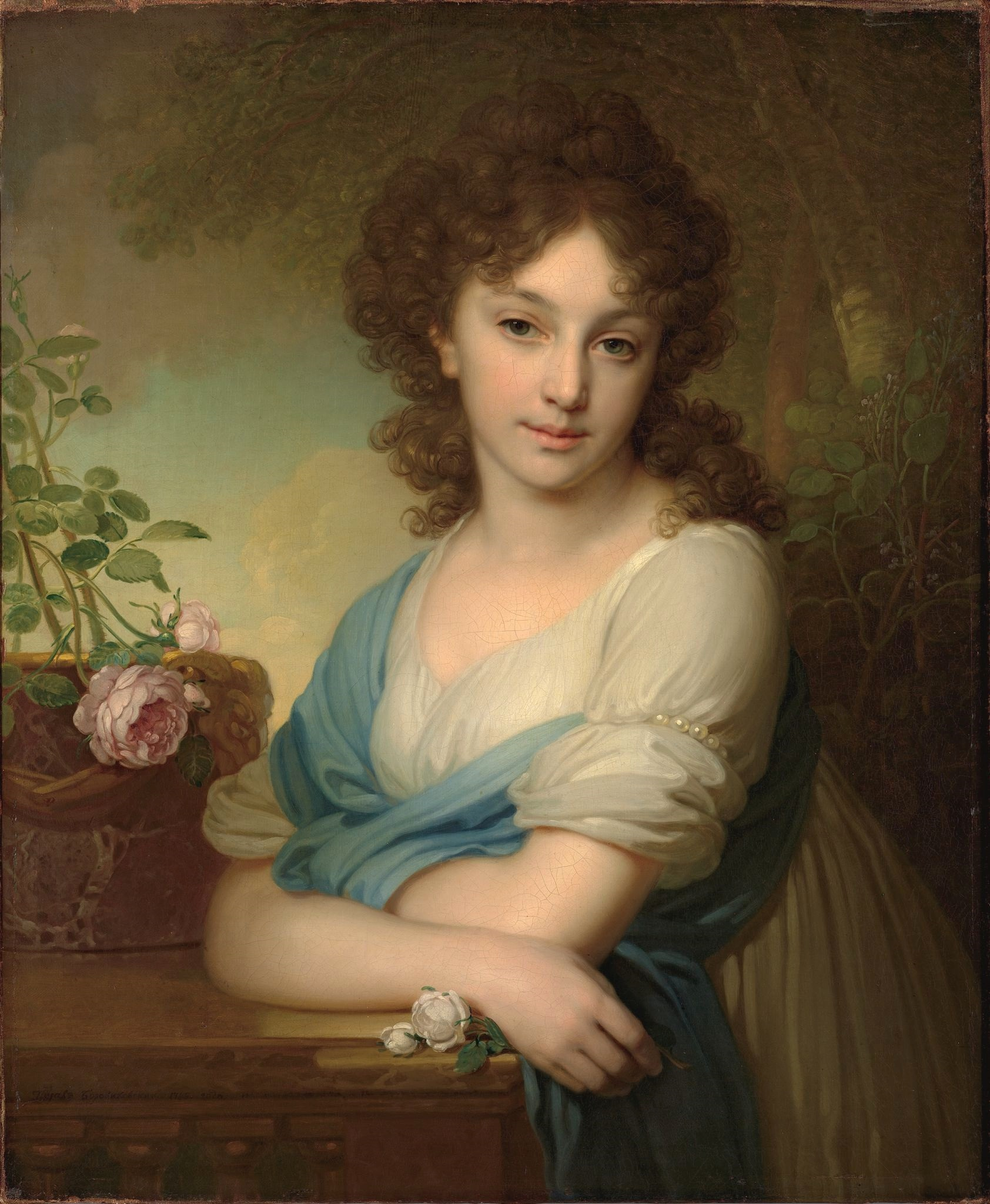
Jelena Alexandrovna Naryškinová od Vladimíra Borovikovského
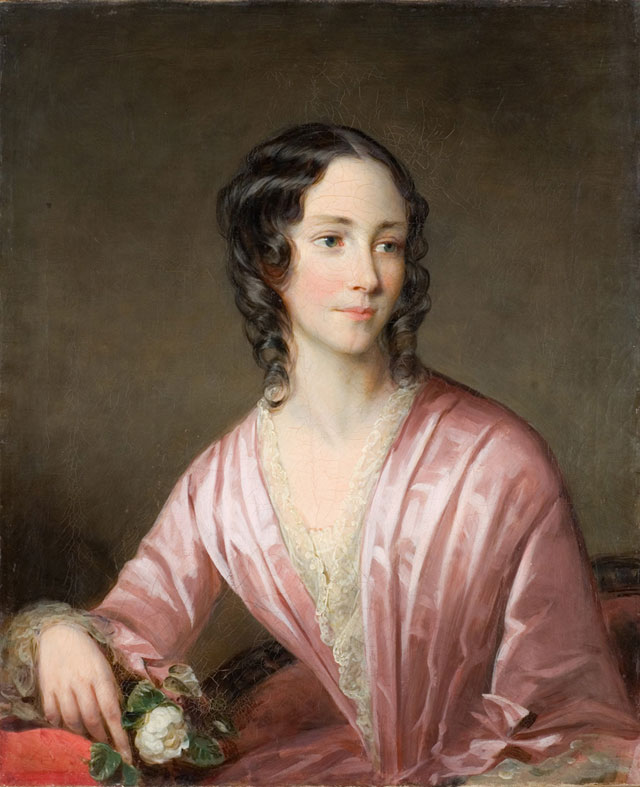
Zinaida Ivanovna Naryškinová od Christiny Robertsonové
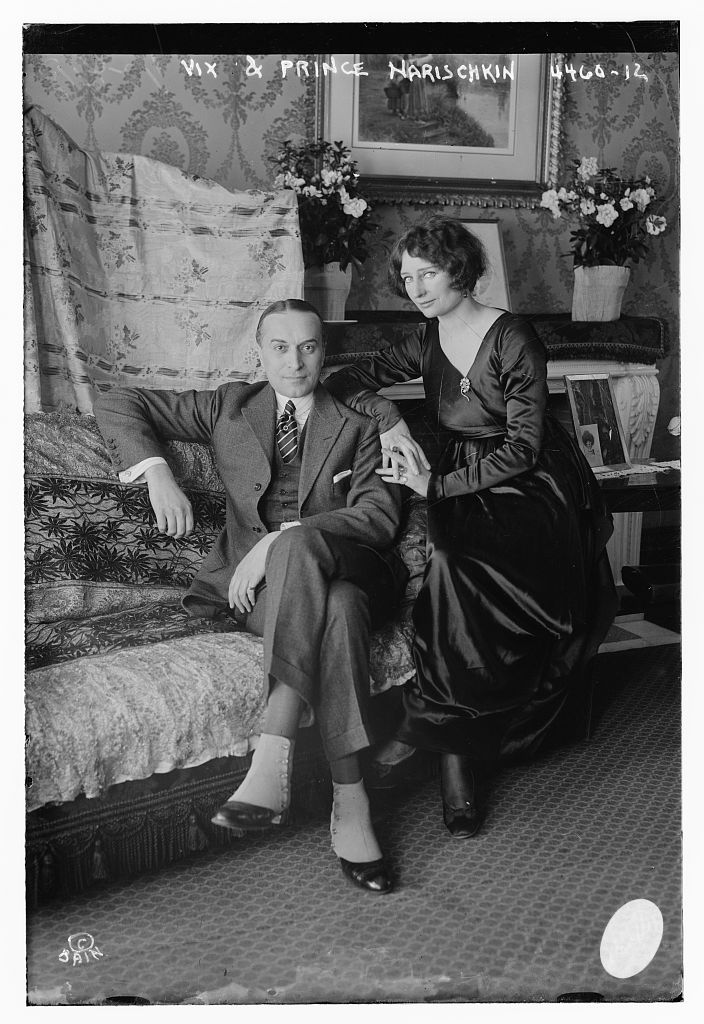
Vix a kníže Naryškin v roce 1917
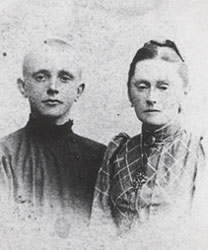
Alexandra Dmitrijevna Naryškinová se synem Alexandrem